# ヨシモト∞
『ヨシモト∞』（ヨシモトむげんだい）は、2005年11月28日から2008年12月31日まで、毎日16時から21時（JST）にヨシモトファンダンゴTVで生放送およびネット配信されていた番組。通称「無限大」。

## 概要

### 放送メディア
2005年11月28日から2008年3月31日まで、ヨシモトファンダンゴTVで生放送されていた。ヨシモトファンダンゴTVでは、5時間生放送されたものを同日から翌日にかけて2回再放送する番組編成であった為、1日の内の15時間が「ヨシモト∞」の放送であった。2005年11月28日から2007年3月まで東京電力・TEPCOひかりコンテンツサイトcasTYのコンテンツ「テプコthe よしもとHYPER」にて無料で生配信されていた。TEPCOひかりユーザに限り、15時45分から16時までと、21時から21時15分に配信された「TEPCO ひかりコーナー」を視聴可能であった（日曜日のみcasTYで一般向けにも配信）。
2008年4月1日から同年9月15日までは動画配信サービス「Y∞Y動画」で配信されていたが、翌9月16日から12月31日までは「よしもと劇場」で配信された。放送のハイライト動画や、放送中に作成されたコンテンツをパソコンや携帯電話でダウンロードすることができる「イタダキシステム」というサービスがあった。webヨシモトファンダンゴBBでは、当日深夜と翌日にリピート配信（有料）を行っていた。過去分の動画をGYAO!で配信中（配信期限有り）。

### 会場
- パナソニックセンター有明スタジオ（2005年11月28日〜2006年3月24日）
- ヨシモト∞ホール（2006年3月25日〜2008年12月31日）
- ヨシモト∞ホール大阪（2007年8月13日〜2008年3月31日）

いずれも、無料で観覧できた。観覧方法は、ヨシモト∞のホームページから事前に応募する方法と、観客数に応じて応募無しでの入場または、観覧予定のキャンセル状況によって入場する事ができた。会場内は飲食･喫煙禁止であるが、大塚製薬がスポンサーのヨシモト∞ホールでは、オロナミンCを1本無料で飲む事ができた。また、かつて諸事情によりbaseよしもとから「ヨシモト∞大阪」が放送される事もあった。

### 放送時間
|                  | 第1期・第2期      | 第3期         | 第4期（渋谷） | 第4期（大阪） | 第5期（月曜日 - 金曜日）            | 第5期（土曜日） |
| ---------------- | ----------------- | ------------- | ------------- | ------------- | ----------------------------------- | --------------- |
| MAE AGE LIVE     | -                 | -             | -             | -             | 16:00 - 16:30                       | -               |
| AGE AGE LIVE     | -                 | -             | 16:00 - 17:30 | -             | 17:00 - 18:30                       | -               |
| yOSSHA! ヨッシャ | -                 | -             | -             | -             | 18:30 - 19:00 （7月21日〜12月31日） | -               |
| 1部              | 16:00 - 17:55頃   | 16:00 - 19:00 | 18:00 - 19:30 | 16:00 - 19:00 | 19:00 - 20:00                       | -               |
| 楽屋トーク       | 17:55頃 - 18:20頃 | -             | -             | -             | -                                   | -               |
| 告知コーナー     | -                 | 19:00 - 19:30 | 17:30 - 18:00 | 19:00 - 19:30 | 18:30 - 19:00 （4月1日〜7月21日）   | -               |
| 2部              | 18:20頃 - 21:00   | 19:30 - 21:00 | 19:30 - 21:00 | 19:30 - 21:00 | 20:00 - 21:00                       | 20:00 - 21:00   |

## 番組史
『365日5時間の生放送、吉本興業所属のお笑い芸人が総出演』という触れ込みで告知された。しかし、明石家さんまやダウンタウン等の地上波テレビで特に活躍している様なお笑い芸人の出演は概ね無かった。週7日、毎日オリエンタルラジオとほっしゃん。が司会を担当するとされたが、実際には後に週6日、週1日と担当日数が減っていった。

### 第1期 有明スタジオ〜ヨシモト∞ホール
2005年11月28日〜2006年8月12日
2005年11月28日16時、パナソニックセンター有明スタジオから生放送でヨシモト∞が開始。1部のナビゲーターをオリエンタルラジオ、2部のナビゲーターをほっしゃん。が担当。吉本興業が総力をあげて企画したプログラムであった為、放送第1回目のスタジオには吉本興業の重役など多くの業界人がその様子を見に集まった。しかし、それとは対照的に観客の数は指折り数える程度という悲惨な状況であった。番組開始以降、数週間は少ない観客数であったが、次第に観客数も増えていった（ゲストの知名度や人気によって観客数の差が激しかった）。
放送第1回の初ゲストは、FUJIWARA（1部）、ガレッジセール川田広樹（2部）。オリエンタルラジオが仕事の都合上番組途中で抜ける時は、ゲストがナビゲーターの代理を務めたり、ゲストとほっしゃん。で楽屋トークをしていた。2006年3月24日を以って、有明スタジオからの放送を終了し、翌3月25日からはヨシモト∞ホールから放送を開始した。曜日ごとに企画が用意され、中には「お芝居」をテーマにした企画も導入された。フリートークの時間が大幅に削減され、有明での放送の内容を大幅にリニューアルした。以降、ほっしゃん。およびオリエンタルラジオ中田が、ストレスに耐え兼ね頻繁に苛立ちを露わにする様になる。

### 第2期 ヨシモト∞大阪の開始
2006年8月13日〜2007年4月1日
2006年8月13日から、ほっしゃん。・オリエンタルラジオの出演が週7日から週6日へと1日短縮され、毎週日曜日は、ヨシモト∞ホール大阪から放送を開始し、1部をNON STYLE、2部をブラックマヨネーズがナビゲーターを担当する事となった。また、火曜2部の「無限大屋台」、木曜2部の「〜目指せ山頂 おいくら登山！〜 フジヤマ メキキング!!」等の新企画によって一部リニューアル。

### 第3期 曜日別ナビゲーター
2007年4月2日〜2007年7月1日
2007年4月2日からは、1部を3時間、告知コーナーを30分、2部を1時間半といった時間編成に改変した。週6日間のナビゲーターを担当していたほっしゃん。・オリエンタルラジオの出演が、ほっしゃん。が月曜日の1部のみを担当、オリエンタルラジオが月曜日の2部のみを担当する事となった。火曜日〜金曜日の2部は、チュートリアル、POISON GIRL BAND、ライセンス、品川庄司が新ナビゲーターを担当する事となった。
ヨシモト∞大阪は、日曜日のみから毎週土曜日・日曜日の2日間となり、土曜日の2部をNON STYLE、日曜日の2部をブラックマヨネーズが担当した。火曜日〜日曜日の1部は吉本興業のお笑いコンビが日替わりで担当し、主にフリートークをしていた。また、第3期から後方のセットに「○○の○○分」（例：品川庄司の90分）と出演者ごとにデジタル表示される様になった。

### 第4期 AGE AGE LIVE〜ファンダンゴTV閉局
2007年7月2日 - 2008年3月31日
2007年7月2日から、若手芸人のネタライブ企画AGE AGE LIVEがヨシモト∞内で放送される事となった。毎週月曜日〜金曜日の16:00〜17:30をAGE AGE LIVEの放送に割り当てると共に、1部のお笑いコンビの日替わりでの出演の放送時間は90分に短縮された。2008年2月1日から、火〜金曜日の1部をダイノジ、ニブンノゴ!、フットボールアワー、麒麟、COWCOW、カリカ、トータルテンボス、あべさくが隔週で担当した。2008年3月31日のヨシモトファンダンゴTV閉局と共に、動画配信サービスY∞Y動画での放送へと移行。ヨシモト∞ホール大阪からの放送は終了した。

### 第5期 Y∞Y動画〜よしもと劇場
2008年4月1日 - 2008年12月31日
2008年4月1日から、動画配信サービスY∞Y動画での配信を開始。月曜日〜土曜日の放送で、土曜日は2部のみとなった。新たに、ロバートとFUJIWARAが隔週で1部を担当。チュートリアルと品川庄司がレギュラーから外れ、各レギュラーの曜日・時間帯移動などがあった（ナビゲーターを参照）。月曜日〜金曜日の16：00〜16：30には、AGE AGE LIVEの下位にあたる「MAE AGE LIVE」を放送。それに伴いAGE AGE LIVEは17：00〜18：30となった。2008年9月16日から、Y∞Y動画をリニューアルした「よしもと劇場」から生配信される。2008年12月31日を以ってヨシモト∞が終了。AGE AGE LIVE自体は企画としてヨシモト∞終了以降も継続され、ヨシモト∞ホールは、お笑いの劇場として、またはイベントの開催や記者会見場、その他の番組の収録などに使われている。

## ナビゲーター
|                                        | 放送時間                                | 月曜日                              | 火曜日                              | 水曜日                                                                       | 木曜日                              | 金曜日                              | 土曜日                              | 日曜日                              |
| 第1期 有明スタジオ〜ヨシモト∞ホール    | 第1期 有明スタジオ〜ヨシモト∞ホール     | 第1期 有明スタジオ〜ヨシモト∞ホール | 第1期 有明スタジオ〜ヨシモト∞ホール | 第1期 有明スタジオ〜ヨシモト∞ホール                                          | 第1期 有明スタジオ〜ヨシモト∞ホール | 第1期 有明スタジオ〜ヨシモト∞ホール | 第1期 有明スタジオ〜ヨシモト∞ホール | 第1期 有明スタジオ〜ヨシモト∞ホール |
| -------------------------------------- | --------------------------------------- | ----------------------------------- | ----------------------------------- | ---------------------------------------------------------------------------- | ----------------------------------- | ----------------------------------- | ----------------------------------- | ----------------------------------- |
| 1部                                    | 16:00 - 17:55                           | オリエンタルラジオ                  | オリエンタルラジオ                  | オリエンタルラジオ                                                           | オリエンタルラジオ                  | オリエンタルラジオ                  | オリエンタルラジオ                  | オリエンタルラジオ                  |
| 2部                                    | 18:20 - 21:00                           | ほっしゃん。                        | ほっしゃん。                        | ほっしゃん。                                                                 | ほっしゃん。                        | ほっしゃん。                        | ほっしゃん。                        | ほっしゃん。                        |
| 第2期 ヨシモト∞大阪の開始              |                                         |                                     |                                     |                                                                              |                                     |                                     |                                     |                                     |
| 1部                                    | 16:00 - 17:55                           | オリエンタルラジオ                  | オリエンタルラジオ                  | オリエンタルラジオ                                                           | オリエンタルラジオ                  | オリエンタルラジオ                  | オリエンタルラジオ                  | NON STYLE                           |
| 2部                                    | 18:20 - 21:00                           | ほっしゃん。                        | ほっしゃん。                        | ほっしゃん。                                                                 | ほっしゃん。                        | ほっしゃん。                        | ほっしゃん。                        | ブラックマヨネーズ                  |
| 第3期 曜日別ナビゲーター               |                                         |                                     |                                     |                                                                              |                                     |                                     |                                     |                                     |
| 1部                                    | 16:00 - 19:00                           | ほっしゃん。                        | 日替わり                            | 日替わり                                                                     | 日替わり                            | 日替わり                            | 日替わり                            | 日替わり                            |
| 2部                                    | 19:30 - 21:00                           | オリエンタルラジオ                  | チュートリアル                      | POISON GIRL BAND                                                             | ザ・ちゃらんぽらん                  | 品川庄司                            | NON STYLE                           | ブラックマヨネーズ                  |
| 第4期 AGE AGE LIVE〜ファンダンゴTV閉局 |                                         |                                     |                                     |                                                                              |                                     |                                     |                                     |                                     |
| 1部                                    | 渋谷：18:00 - 19:30 大阪：16:00 - 19:00 | ほっしゃん。                        | ダイノジ                            | フットボールアワー                                                           | COWCOW                              | トータルテンボス                    | 日替わり                            | 日替わり                            |
| 1部                                    | 渋谷：18:00 - 19:30 大阪：16:00 - 19:00 | ほっしゃん。                        | ニブンノゴ!                         | 麒麟                                                                         | カリカ                              | あべさく                            | 日替わり                            | 日替わり                            |
| 2部                                    | 19:30 - 21:00                           | オリエンタルラジオ                  | チュートリアル                      | POISON GIRL BAND                                                             | ライセンス                          | 品川庄司                            | NON STYLE                           | ブラックマヨネーズ                  |
| 第5期 Y∞Y動画〜よしもと劇場            |                                         |                                     |                                     |                                                                              |                                     |                                     |                                     |                                     |
| 1部-1                                  | 19:00 - 20:00                           | ロバート                            | FUJIWARA                            | カリカ（ライス）                                                             | COWCOW                              | フットボールアワー（カナリア）      | -                                   | -                                   |
| 1部-2                                  | 19:00 - 20:00                           | ブラックマヨネーズ                  | ニブンノゴ!（インポッシブル）       | 麒麟                                                                         | ダイノジ                            | トータルテンボス                    | -                                   | -                                   |
| 2部                                    | 20:00 - 21:00                           | オリエンタルラジオ                  | ほっしゃん。                        | POISON GIRL BAND （ハローケイスケ、アホマイルド レギュラー、野性爆弾、BODY） | NON STYLE                           | ライセンス                          | あべさく                            | -                                   |

第4期（2007年7月2日〜2008年3月31日）の1部の火曜日〜金曜日出演者は、2008年2月1日からレギュラー化される。前半45分をレギュラー出演者が担当し、後半45分を日替わり出演者が担当。2007年7月2日〜2008年1月31日までの時間の割り振りは、主に2組の出演者が45分ずつであったが、90分を3組以上の日替わり出演者で時間を分割するケースもあった。第5期の小文字は準レギュラー。

### アシスタント
| 水曜1部 オリエンタルラジオ「恋の野生王国」 （インパラちゃん）                                                              |
| --- |
| 楠織あやの、村岡沙耶香、深澤優希、副島菜々美、五十嵐れな、大網亜矢乃、赤坂さなえ、太田彩乃、湯之上知子、小島祥子、宮沢芽瑠 |
| 水曜2部 ほっしゃん。 「ネタ作り∞」                                                                                         |
| 楠織あやの、村岡沙耶香、深澤優希                                                                                           |
| 土曜2部 ほっしゃん。 「ADORIBU武道会」                                                                                     |
| 森田香央里、石川亜澄、宮田はるな                                                                                           |

### yOSSHA!
- あべさく (7月21日〜8月8日)
- POISON GIRL BAND (8月11日〜8月29日)
- NON STYLE (9月1日〜9月22日)
- カナリア (9月23日〜11月20日)
- アップダウン（11月21日〜12月15日）
- カリカ（12月16日〜12月31日）
- 平成ノブシコブシ（1月1日〜12月31日、よしもとオンライン内）
- はんにゃ
- トータルテンボス
- しずる(3月3日〜12月31日)

### ナビゲーター代理
| 2006年          | 2006年             | 2006年                                       | 2006年                          | 2006年                                            | 2006年 |
| 日時            | 欠席ナビゲーター   | 代役                                         | 欠席理由                        | 備考                                              |        |
| --------------- | ------------------ | -------------------------------------------- | ------------------------------- | ------------------------------------------------- | ------ |
| 3月29日〜4月5日 | 藤森慎吾           | 曜日レギュラー・ゲストほっしゃん。（4月3日） | 喉の病気                        | ほっしゃん。はほっしゃん。校長として出演。        |        |
| 8月13日〜9月3日 | ブラックマヨネーズ | NON STYLE                                    |                                 | 大阪∞が本格スタートするまでNON STYLEが2部を担当。 |        |
| 9月24日         | ブラックマヨネーズ | NON STYLE                                    |                                 | 大阪∞が本格スタートするまでNON STYLEが2部を担当。 |        |
| 9月26日         | ほっしゃん。       | ユウキロック                                 | 舞台稽古・舞台出演              |                                                   |        |
| 9月28日         | ほっしゃん。       | 宮川大輔                                     | 舞台稽古・舞台出演              |                                                   |        |
| 9月29日         | ほっしゃん。       | FUJIWARA                                     | 舞台稽古・舞台出演              |                                                   |        |
| 9月30日         | ほっしゃん。       | 宮川大輔                                     | 舞台稽古・舞台出演              |                                                   |        |
| 10月3日         | ほっしゃん。       | 博多華丸・大吉                               |                                 |                                                   |        |
| 10月4日         | ほっしゃん。       | 千原靖史                                     |                                 |                                                   |        |
| 10月18日        | ほっしゃん。       | 千原靖史                                     |                                 |                                                   |        |
| 10月31日        | ほっしゃん。       | 品川庄司                                     |                                 | 途中からほっしゃん。も出演。                      |        |
| 11月1日         | ほっしゃん。       | 平畠啓史                                     |                                 |                                                   |        |
| 11月21日        | ほっしゃん。       | キングコング                                 |                                 |                                                   |        |
| 11月26日        | ブラックマヨネーズ | NON STYLE                                    |                                 | 途中からブラックマヨネーズも出演。                |        |
| 11月29日        | ほっしゃん。       | 千原靖史                                     |                                 |                                                   |        |
| 11月30日        | ほっしゃん。       | 品川庄司                                     |                                 |                                                   |        |
| 12月13日        | ほっしゃん。       | 平畠啓史                                     |                                 |                                                   |        |
| 12月15日        | ほっしゃん。       | はりけ〜んず                                 |                                 |                                                   |        |
| 12月24日        | NON STYLE          | サバンナ                                     | M-1グランプリ出場               |                                                   |        |
| 12月24日        | ブラックマヨネーズ | バッファロー吾郎                             | 前王者としてM-1グランプリに出演 |                                                   |        |
| 12月27日        | ほっしゃん。       | 平畠啓史                                     |                                 |                                                   |        |

| 2007年   | 2007年             | 2007年                                           | 2007年             | 2007年 | 2007年 |
| 日時     | 欠席ナビゲーター   | 代役                                             | 欠席理由           | 備考 |        |
| -------- | ------------------ | ------------------------------------------------ | ------------------ | --- | ------ |
| 1月17日  | ほっしゃん。       | 千原靖史                                         |                    | |        |
| 1月30日  | ほっしゃん。       | ダイノジ                                         |                    | |        |
| 1月31日  | ほっしゃん。       | 千原靖史                                         |                    | スペシャル企画「靖史のこだわり番長!!」が行われた。 |        |
| 2月2日   | ほっしゃん。       | はりけ〜んず                                     |                    | |        |
| 2月14日  | ほっしゃん。       | 平畠啓史                                         |                    | 後藤輝基 特別企画「だじゃれ王選手権」が行われた。 |        |
| 2月28日  | ほっしゃん。       | 平畠啓史                                         |                    | 制作費還元企画「啓史平畠のすべるかも知れない話」が行われた。 |        |
| 3月2日   | ほっしゃん。       | ヒデ                                             |                    | |        |
| 3月3日   | オリエンタルラジオ | アップダウン                                     |                    | |        |
| 3月6日   | オリエンタルラジオ | サバンナ                                         |                    | |        |
| 3月6日   | ほっしゃん。       | ハリガネロック                                   | 体調不良           | |        |
| 3月14日  | ほっしゃん。       | 平畠啓史                                         |                    | 制作費還元企画「啓史平畠のすべるかも知れない話」が行われた。 |        |
| 3月16日  | オリエンタルラジオ | ハローバイバイ                                   |                    | |        |
| 3月18日  | 吉田敬             | -                                                |                    | |        |
| 3月23日  | オリエンタルラジオ | 山本吉貴                                         |                    | ロザンの予定だったが変更。 |        |
| 3月28日  | ほっしゃん。       | 千原靖史                                         |                    | スペシャル企画「靖史のこだわり番長!!」が行われた。 |        |
| 3月29日  | ほっしゃん。       | ザ・ちゃらんぽらん                               |                    | |        |
| 4月9日   | オリエンタルラジオ | フットボールアワー                               |                    | 「フットボール1.5アワー！」が行われた。 |        |
| 5月3日   | 藤原一裕           | チーモンチョーチュウ                             | 舞台の仕事         | |        |
| 5月10日  | 藤原一裕           | ラフ・コントロール                               | 舞台の仕事         | |        |
| 5月13日  | 小杉竜一           | -                                                |                    | |        |
| 5月17日  | 藤原一裕           | アップダウン                                     | 舞台の仕事         | |        |
| 5月24日  | 藤原一裕           | カナリア                                         | 舞台の仕事         | |        |
| 6月8日   | 品川庄司           | トータルテンボス                                 |                    | 「親バカ2人のハンパねぇSP」が行われた。 |        |
| 6月11日  | 中田敦彦           | 長谷川忍・おやきtheつな                          | ドラマの仕事       | |        |
| 6月29日  | 庄司智春           | 河本準一                                         |                    | 「芸人奥様の会」が行われた。 |        |
| 7月2日   | 中田敦彦           | 小浜隆次・近藤裕希                               | ドラマの仕事       | |        |
| 7月10日  | ピース             | チュートリアル                                   |                    | |        |
| 7月11日  | POISON GIRL BAND   | 麒麟                                             | 神保町花月舞台出演 | 「はりきり夏トーク」が行われた。 ゲスト：Bコース、ネゴシックス、若井おさむ |        |
| 7月15日  | ブラックマヨネーズ | バッファロー吾郎                                 |                    | |        |
| 7月31日  | ピース             | チュートリアル                                   | 神保町花月舞台出演 | |        |
| 8月28日  | 徳井義実・ピース   | 福田充徳                                         |                    | 笑い飯の予定だったが変更。 |        |
| 9月4日   | チュートリアル     | ピース                                           |                    | 途中からチュートリアルも出演。 |        |
| 9月7日   | 庄司智春           | カリカ                                           |                    | |        |
| 9月9日   | ブラックマヨネーズ | メッセンジャーあいはら                           |                    | 會原雅一∞OSAKA超スペシャル企画 メッセンジャーあいはらpresentsオール若手大集合 「パラ軍団オーディション緊急開催！」が行われた。 ゲスト：中山功太、天津 ほかbaseよしもと若手芸人                                                       |        |
| 10月5日  | 品川庄司           | FUJIWARA                                         |                    | 「知らない若手と初がらみ」が行われた。 ゲスト：トレンディエンジェル、暗黒天使、南国姉妹 えんにち、セブンbyセブン、スリムクラブ、もりじ                                                                                               |        |
| 11月13日 | 徳井義実           | 福田充徳・ピース                                 |                    | |        |
| 11月27日 | チュートリアル     | カリカ・ピース・伊集院健                         |                    | 「一夜限りのワイ！ワイ！ワイ！」（復活カリカリーズ）が行われた。 ゲスト：増谷キートン、ポテト少年団、ノンスモーキン。 「ギャラ争奪 黒ヒゲ一髪海賊王決定戦」 黒ひげ危機一発ゲームを使い、飛び出した黒ヒゲ人形を取り合うというゲーム。 |        |
| 12月10日 | 中田敦彦           | トレンディエンジェル・蛸あげ・暗黒天使・少年少女 | 体調不良           | |        |

| 2008年  | 2008年                 | 2008年                                                 | 2008年                     | 2008年 | 2008年 |
| 日時    | 欠席ナビゲーター       | 代役                                                   | 欠席理由                   | 備考 |        |
| ------- | ---------------------- | ------------------------------------------------------ | -------------------------- | --- | ------ |
| 1月1日  | チュートリアル・ピース | あべさく                                               |                            | お正月∞の180分が行なわれた。 ゲスト：博多華丸・大吉、ハローバイバイ、アップダウン フットボールアワー、シューレスジョー、2丁拳銃、ポテト少年団                                                                    |        |
| 1月4日  | 品川庄司               | ニブンノゴ!                                            |                            | ニブンノゴ!の「エピソードパネル」が行なわれた。 ゲスト:コンマニセンチ・堀内、山田カントリー・浅井 マキシマムパーパーサム・つよし、大好物・なんしぃ、しんじ                                                       |        |
| 1月21日 | オリエンタルラジオ     | カリカ                                                 |                            | 「カリカと愉快な仲間達!」が行なわれた。 ゲスト:カラテカ、増谷キートン ノンスモーキン、ポテト少年団、ハリセンボン                                                                                                 |        |
| 1月28日 | ほっしゃん。           | 博多華丸・大吉&ロバート、アームストロング、はんにゃ    | 海外ロケ                   | |        |
| 1月29日 | チュートリアル・ピース | 千原せいじ                                             |                            | 「チハラトーク」DVD発売記念企画 千原せいじプレゼンツ!「イラっときた話コンテスト」が行なわれた。 ゲスト:アップダウン・阿部、Bコース・タケト カナリア・安達、グランジ・五明                                        |        |
| 1月30日 | POISON GIRL BAND       | COWCOW                                                 | 神保町花月舞台出演         | |        |
| 3月12日 | POISON GIRL BAND       | ハリガネロック                                         |                            | 「ハリガネロックと下克上バトル!」が行なわれた。 ゲスト:フルーツポンチ、チョコレートプラネット フレンチドック・鳥居、東京無鉄砲・嶋田                                                                             |        |
| 3月25日 | 綾部祐二               |                                                        |                            | |        |
| 4月1日  | FUJIWARA               | ニブンノゴ!                                            |                            | |        |
| 4月4日: | フットボールアワー     | カナリア                                               |                            | |        |
| 4月14日 | 秋山竜次               | 田村亮                                                 |                            | |        |
| 5月1日  | COWCOW                 | チーモンチョーチュウ                                   |                            | |        |
| 5月29日 | NON STYLE              | 平成ノブシコブシ                                       |                            | |        |
| 6月11日 | カリカ                 | 犬の心・ライス・しずる                                 |                            | |        |
| 6月12日 | COWCOW                 | 2丁拳銃                                                |                            | 2丁拳銃の六十式が行なわれた。 |        |
| 6月14日 | あべさく               | ラフ・コントロール                                     |                            | |        |
| 6月21日 | 佐久間一行             | チーモンチョーチュウ・椿鬼奴・ガリットチュウ           |                            | |        |
| 6月23日 | ロバート               | 山本吉貴・Bコース・ポテト少年団                        |                            | |        |
| 7月12日 | あべさく               | Bコース・カナリア・ラフ・コントロール・フルーツポンチ  |                            | |        |
| 7月16日 | トータルテンボス       | チーモンチョーチュウ                                   |                            | ゲスト：はいじぃ、ゆったり感・中村、チョコレートプラネット |        |
| 7月19日 | あべこうじ             | Bコース、グランジ、マキシマムパーパーサム              |                            | |        |
| 7月25日 | ライセンス             | チーモンチョーチュウ、犬の心、ポテト少年団、LLR        |                            | |        |
| 8月2日  | あべこうじ             | POISON GIRL BAND、Bコース、ラフ・コントロール          |                            | |        |
| 8月9日  | あべさく               |                                                        |                            | AGE AGE 10ミニッツ SP アップダウン ピース・綾部、ガリットチュウ、犬の心、ブロードキャスト、LLR、マキシマムパーパーサム、ロシアンモンキー、コンマニセンチ、ノンスモーキン、もっこすファイヤー、大西ライオンが出演 |        |
| 8月18日 | 山本博                 | 秋山竜次、馬場裕之のみ出演                             |                            | |        |
| 8月22日 | ライセンス             | しずる&フルーツポンチ                                  |                            | |        |
| 8月22日 | カナリア               | 若月、初恋タロー、もう中学生                           | ライセンス単独ライブに出演 | |        |
| 8月23日 | 佐久間一行             | ハイキングウォーキング、ピクニック、オコチャ、とっしー |                            | |        |
| 9月2日  | FUJIWARA               | アップダウン                                           |                            | |        |
| 9月9日  | ほっしゃん。           | ピース                                                 |                            | |        |
| 9月18日 | COWCOW                 | グランジ                                               |                            | |        |
| 10月1日 | POISON GIRL BAND       | 野性爆弾                                               |                            | |        |

## 放送内容・企画

### 第1期 有明スタジオ
2005年11月28日〜2006年3月24日
1部 オリエンタルラジオ
16:00 - 17:55頃
- オリエンタルラジオが登場
- フリートーク
- 突然BGMが流れてくると共にゲストが登場
- ゲストと共にフリートーク
- 同様にBGMと共に2組目のゲストが登場
- 1組目、2組目のゲストとフリートーク
- 同様にBGMと共に3組目のゲストが登場
- 1組目、2組目、3組目のゲストとフリートーク
- クイズやゲーム等のコーナー

主にフリートークで番組が進行。第1回目のゲストにはFUJIWARAが登場。まだM-1グランプリで優勝する前のブラックマヨネーズが放送中に突如スタジオに現れ、当時芸歴1年目であったオリエンタルラジオがレギュラー番組を持った事についての僻み発言をし、FUJIWARAに「可哀想な芸人がいる」とイジられた。また、「芸人お悩み相談室」、「私の不幸自慢クイズ」、「∞ガチャガチャ」、「∞ダーツ」などの企画があった。1部の放送終了時にオリエンタルラジオが観覧に来た客にステッカーを配布していた。
楽屋トーク
17:55頃 - 18:20頃
- オリエンタルラジオがスタジオから楽屋まで移動
- 楽屋で待機しているほっしゃん。とフリートーク
- ほっしゃん。がスタジオに移動
- オリエンタルラジオによる2部開始のフリ

1部と2部の合間の、オリエンタルラジオとほっしゃん。の3人の楽屋でのトーク。初期はCMが無かったが、後にヨシモトファンダンゴTVのCM後、楽屋トークを放送。この部分の一部は無料放送。ほっしゃん。がカメラの正面に座り、ローテーブルを囲んで左側に中田、右側に藤森が座る。ほっしゃん。と藤森が座椅子を使用、中田は後ろの壁に寄りかかる形でトークしていた。ストレスがたまり痔になると中田はファンに送ってもらったドーナツクッションを使用していた。世間話や妄想トークなどの軽い話がメインだったが真面目な心情吐露なども時折あり、本編と違う、より素に近いトーク内容であった。2部の司会代理を担当した芸人もほっしゃん。と同じ位置に座る。芸能人にファンレターを書いて返事を待ったり、500円専用貯金箱「人生銀行」に500円ずつ入れてイベントを楽しんだりしていた。
2部 ほっしゃん。
18:20頃 - 21:00
- ほっしゃん。が登場
- フリートーク・漫談
- 突然BGMが流れてくると共にゲストが登場
- ゲストと共にフリートーク
- 同様にBGMと共に2組目のゲストが登場
- 1組目、2組目のゲストとフリートーク
- 同様にBGMと共に3組目のゲストが登場
- 1組目、2組目、3組目のゲストとフリートーク
- クイズやゲーム等のコーナー

畳部屋のセットでテーブルを囲んでゲストとのフリートークがメイン。ほっしゃん。のフリートーク・漫談から始まり、ゲストが登場するまで新聞を読んだり、ホームページの書き込みを読んだり、スタッフが仕入れたネタペーパーを読んだりしていた。新聞を読みながら時事ネタについて意見したり、観覧の客に問いかけたりしていた。長くて3分程無言のまま新聞を読んでいる事もあった。第1回目のゲストにはガレッジセール川田が登場し、番組開始祝いとして泡盛を持参。アルコール度数の高い酒であり、それを水やお湯で割らずに飲まされたほっしゃん。がその強度に苦しんでいた。番組の終盤には酔いが回り、ナビゲーターがベロベロの状態で番組が終了した。スタッフが仕入れたネタやゲストのアイデア等を思いつきでゲストと共にしばしば実験・挑戦していた。代表的な例として、コーラにメントスを入れると泡が一気に数メートルの高さまで吹き上がるという話をゲストから聞いたほっしゃん。が、スタッフに即座にコーラとメントスを大量に買いに行かせ、番組中に試した。ヨシモト∞のペットとしてハムスターを飼う事となった。ほっしゃん。の本名・英利の「ヒデ」とその当時のゲスト、ペナルティ・ヒデの「ヒデ」をとってヒデヒデと命名。部屋の（視聴者側から見て）右上に小窓があり、その小窓から突然「バン！」という小窓を開く衝撃音と共にスタッフによって物が放り込まれていた。測定メジャーやペンに見せかけた、電気ショックが走る小道具を使っての実験が数多く行われた。スケッチブックで大喜利や絵描き、漢字しりとり、しりとりカルタ。連想ゲーム、古今東西、曲の内容から曲名を当てるクイズ。ジェンガの各ブロックに罰ゲームを書いて遊んだり、崩したら電気ショックで罰ゲームなど。後にヨシモト∞ホールで観覧客に配布していたうまい棒風スナック菓子「∞棒(むげんぼう)」が考案された。

### 第1期 ヨシモト∞ホール
2006年3月25日 - 2006年8月12日
月曜1部 オリエンタルラジオ 「無限大付属オリエンタル学園」
16:00 - 17:55頃
藤森が教師に扮し、中田とトータルテンボス、Bコース、デッカチャンが1年A組の生徒となった。視聴者はアンケート、単語5！採用や番組放送中に発表されるパスワードを送信することでポイントを獲得し、100点に到達した先着100名に「オリエンタルガクエン」のロゴの入ったTシャツ(赤)がプレゼントされた。学園の校長先生はほっしゃん。。「オリエンタル学習帳」にもメンバーとは別撮りの形で表紙を飾り、藤森が番組を休んだ時はピンチヒッターとして登場して中田と1部の司会を行った。終業式にも姿を現した。
- 「単語5(ファイブ)！」

毎回アンケートを見ながら話したり、大喜利をしたり、単語で遊んだり、ゲームで対決したりする。「オリエンタル学習帳」「オリエンタル学園クリアファイル」というグッズも発売した。「単語5」は2006年7月から携帯のゲームアプリにもなった。
火曜1部 オリエンタルラジオ 「教えて先輩！」
16:00 - 17:55頃
準レギュラー：トータルテンボス、ユウキロック、POISON GIRL BAND、はいじぃ、平井県
- 「これで10分しゃべってチョー題！」

お題に沿ったフリートークを10分しゃべる。当初は10分を超えると低周波が流れ痛い目に合うシステムであったが廃止された。
- 「アトリエ∞」

中田が描いたイラストに吉本芸人達がセリフをつけたものを発表する。
- 「教えて先輩！」

大御所芸人をはじめさまざまな先輩芸人を招いてトーク。
- 「激ゲキ論ロン！ムゲり場！！」

準レギュラー、ゲストなどを交えて討論するコーナー。
- 「ユウキロックのこだわりの時間」。( - 2006年10月24日)

水曜1部 オリエンタルラジオ 「オリエンタル∞コラボレーション！」
16:00 - 17:55頃
- 「オリエンタル∞コラボレーション！」

毎週さまざまなゲストクリエーター（放送作家やデザイナー等）と芸人のゲストと共にトークをし影響を受けた人などを発表。最終的には何かを作り上げるという企画。
- 「∞フレンドリーパーク」

木曜1部 オリエンタルラジオ「オリラジランド」
16:00 - 17:55頃
準レギュラー：佐久間一行、平成ノブシコブシ、ミルククラウン、ピース、バットボーイズ
中田はうさたん、藤森は慎吾お兄さん、まわりの芸人達も子供向け番組にあるような動物キャラクターに扮している。準レギュラーの他に、ゲストも参加。「オリラジランド国技」と称した様々なゲームを行う。ゲームの前には「オリラジランド国歌」が歌われる。
- 「いめーじくいず わかるかな」

あるイメージに芸人が該当するか観客の拍手の大きさで「はい」「いいえ」を決め、どのイメージについて問われているかを当てるもの
- 「写メラのおにいさん」

様々なテーマでコスプレをしたものをプロのカメラマンに携帯電話で撮影してもらう。撮影された写真は待ち受け画面になる。
金曜1部 オリエンタルラジオ 「渋谷の「食」と「トイレ」」
16:00 - 17:55頃
渋谷の「食」と「トイレ」をテーマに、オリジナルの渋谷MAPを作るプロジェクト。はんぺん (お笑い芸人)がアシスタントとして店のレポートを務めたが、後にはんぺんのレポートがなくなり、変わって天狗がアシスタントを務める事になった。渋谷のトイレの情報を発信。2006年5月19日まではハローケイスケが「トイレット博士」としてリポートし、ピース、アームストロング、チーモンチョーチュウ、ロシアンモンキーもリポートした。
土曜1部 オリエンタルラジオ 「バトルコロシアム」
16:00 - 17:55頃
オリエンタルラジオの同期、NSC10期生のはんにゃ、トレンディエンジェル、カントリーロードから成る若手ダンスユニット「カナダタッチ」（2006年9月9日まで「金田達」）と共にダンス。ヨシモト∞ホールでの無限大の初のプログラムとなった。はんにゃ金田の仕切りで、オリエンタルラジオとカナダタッチがゲームで対決するコーナーや、一般人カップルとレギュラーが対決するコーナー。
- 「今日のカンペちゃん」

視聴者が持ってきたカンペをオリエンタルラジオが読む。
- 「バトルコロシアム」

芸人複数組が道玄坂チームと宮益坂チームに分かれて対決。
日曜1部 オリエンタルラジオ 「オリラジのやってみよう！」
16:00 - 17:55頃
吉本興業に所属するお笑い芸人以外のタレントとのトーク
- 「オリラジのやってみよう！」
- 「音楽館＆アーティストライブ」

楽屋トーク
17:55頃 - 18:20頃
2006年4月3日から同年8月7日までの毎週月曜は、原万紀子が「オロナミンC×よしもと 元気ハツラツぅ？ CMバトル2006」のキャンペンガールとして楽屋に来て、各対戦のVTRおよび結果を放送した。また、同じく毎週月曜日には小笠原まさや監修の「∞占い」のコーナー(VTR)を放送。キャラクターデザインをほっしゃん。、キャラネーミングをオリエンタルラジオ中田が担当した。ナレーションはたくませいこ。
月曜2部 ほっしゃん。 「ほっしゃん。のくつろぎ部屋」
18:20頃 - 21:00
月曜2部のみが、有明スタジオでの畳部屋風のセット、および放送内容を引き継ぐ形となったが、後述の「ホシ☆ツボ」などの新コーナーが頻繁に導入された。部屋にある箪笥の引き出しに、財布にある小銭を毎週入れていた。1周年の時点で20万円を超える額が貯まった。毎週観客の中に、とあるスペシャリストが紛れ込んでおり、ほっしゃん。が観客の中から5人を指名し、的中するとスペシャリストの技などを見られるというコーナーがあった。的中しなかった場合はアイマスクを装着させられ観客のみに披露された。有明時代では飲み物は250mlペットボトルのミネラルウォーターやジュースや青汁などを出していたが、渋谷時代ではミネラルウォーターのみであった。番組終了10分前頃に、ミュージシャン（主に吉本興業所属）が1曲演奏して番組を締めくくっていた。
- 「ホシ☆ツボ」

ハローバイバイが進行を務めた、若手の吉本芸人による20秒のネタ見せコーナーがあった。［ネット投票1位によるポイント］+［ほっしゃん。が進呈するツボの数］＝10ポイントを達成した芸人のネタが、毎時5分に渋谷の大ビジョンに映し出され、ルミネtheよしもとの5じ6じゴングショーに出場する事ができた。20ポイントになるとルミネtheよしもと5じ6じへの出演権を得る。
火曜2部 ほっしゃん。 「携帯連続小説」
18:20頃 - 21:00
- 「携帯連続小説」
- 「めざせ一押しピン芸人」
- 「芸人お悩み相談室」( - 2006年5月23日)

水曜2部 ほっしゃん。 「ネタ作り∞」
18:20頃 - 21:00
なぞなぞを応用した大喜利企画。なぞなぞ講師の内海邦一が登場し、レクチャーしていた。王座に奥井マン（プロデューサー）、昌平マン(放送作家)、田島マン（プロデューサー）が座っていた。合間に若手のネタのコーナー。『裏なぞなぞ∞』が携帯サイトで見られた。ほっしゃん。は竹刀を持って司会していた。千原靖史が司会代理のときは学生服にバット、平畠啓史が司会代理のときは着物姿で出演した。
木曜2部 ほっしゃん。 「YMN」
18:20頃 - 21:00
- 「YMN」(ヨシモト無限大ニュースヘッドライン)

出雲阿国が女子アナ風キャスターとなって、吉本興業のニュースを伝えるコーナー。
- 「情報プラス∞」

芸人がハマッているモノについて熱く語る。
- 「∞プレッシャーキックバトル」

PK形式のチーム対抗ギャグバトル。
金曜2部 ほっしゃん。 「ネタ・オークション」
18:20頃 - 21:00
- 「ネタ・オークション」
- 「処分しまショー」

土曜2部 ほっしゃん。 「フィーバー刑事」
18:20頃 - 21:00
ヨシモト∞ホールでの無限大2部の1回目は、ほっしゃん。がフィーバー刑事に扮して登場した。開口一番「なんか違う！」とほっしゃん。が叫び、演出に戸惑いを見せていた。
- 「流行りもの紹介」

若手芸人が部下となり、巷で流行っている物事を紹介する。
- 「フィーバーアイデア」

刑事が思いつく物を商品にしていこうという企画。
- 「先週のフィーバーアイデア」

前週思いついた物の商品化についての報告。
- 「フィーバープロファイル」

ある物についてフィーバー刑事がヒントを出し、部下が推理してその物のイラストをスケッチブックに描いて当てる。
- 「ゲスト取調べ」

とある容疑で呼ばれたゲストをフィーバー刑事が取り調べる。
日曜2部 ほっしゃん。 「思い出劇場」
18:20頃 - 21:00
ゲスト芸人2組が自分たちの過去を打ち明け、その内容をドリームアクターズ1・2が再現。2組目のゲストとドリームアクターズ2が出る前に、いもうとによる告知コーナー。

### 第2期 ヨシモト∞大阪の開始
2006年8月13日 - 2007年4月1日
月曜1部 オリエンタルラジオ「無限大付属オリエンタル学園」
16:00 - 17:55頃
2006年8月21日 - 2007年1月29日の間、オリエンタル学園全校生徒ランキング第一ステージが開催された。2007年1月29日で終業式を迎え、2月5日からは2年B組としてリニューアル。ゲスト(生徒)は毎週入れ替りとなった。2007年3月26日の放送でオリエンタル学園は廃校した。
火曜1部 オリエンタルラジオ「笑いの超新星サバイバルSHOW」
16:00 - 17:55頃
フルーツポンチ、インポッシブルなどのオリラジの同期芸人や芸人証券で人気の後輩芸人など毎週5組の超若手芸人（結成1 - 2年目）が、トーク、ゲーム、大喜利と各コーナーを通して、サバイバルショーを展開する。出演者は放送中随時ワッショイポイントという視聴者からの投票を得、終了時の上位3組が翌週も出演できる。10週勝ち抜くと「30分冠番組」か「5分間冠番組と20週挑戦権」が与えられる。20週勝ち抜くと単独ライブが開催できる。10週勝ち抜いたのはチョコレートプラネットのみ。2007年3月27日の最後の放送で行われたMUGEFA優勝者はチョコレートプラネット（2位はブルースタンダード、3位はフルーツポンチ）。
水曜1部 オリエンタルラジオ「恋の野生王国」
16:00 - 17:55頃
毎週10人の美女から選ばれた1人の「インパラちゃん」のメールアドレスを手に入れるために、3組の野生チームがゲームで奮闘する。3組のうち2組はコンビで1組はゲスト芸人1人と中田の混合チーム。1月31日からは3組ともコンビで行う。メールアドレスを手に入れられるのは6人のうちの1人だが、ニセのメールアドレスと本物のメールアドレスが書かれた2枚の紙から1枚を選ばなければいけない。本物か偽者かは携帯サイトで判明する。
木曜1部 オリエンタルラジオ「オリラジランド」
16:00 - 17:55頃
2007年3月29日で最終回を迎えた。最後に行われたコーナーは、『さよなら！じっけんくん』、『さよなら！たいいくのじかん』、『さよなら！写メラのお兄さん』（ダウンロード数1位の写メラは、平成ノブシコブシ吉村。逆に一番少なかったのは、ピース綾部祐二）だった。
金曜1部 オリエンタルラジオ「オリ☆ゼミ」
16:00 - 17:55頃
中田敦彦と「ヨシモト天才芸人軍団（ゲスト5 - 6人+山本）」が国語・数学・理科・社会・英語の五教科の問題を解き合う（2007年2月9日放送分からは「音楽」も追加された）。中田は「ヨシモトNo.1の頭脳を持つ男」として王座に座り、中田が間違えた問題を「天才芸人軍団」の誰かが正解した場合、王座を奪われる。2007年2月9日放送分からは王座がなくなり、中田もゲスト芸人と同じ席で解答。中盤に天狗が持ってきたおやつを賭けて「頭の体操クイズ」や会場に来た観覧客と協力して解く問題があった。最終問題は「超難解問題」。有名大学の入試問題(数学)を「天才芸人軍団」が呼んだ助っ人（現役東大生）も含めて問題を解く。別室には正解と解説をする人が待機。同室にははんぺんもいるが、問題を解くことなくひたすらプリクラにイラストを加える。2007年3月30日でコーナー終了。最終回のトップ賞はほんこん。
土曜1部 オリエンタルラジオ 「ベストヒット∞」
16:00 - 17:55頃
- 「ベストヒット∞」

ミュージシャンをゲストに迎え、トーク。番組の最後にミニライブが行われる。アーティストによっては終了後に会場の外で握手などをしていた（ゲームに勝ったら自曲を演奏する権利が得られ、負けたら罰ゲームで恥ずかしい事を暴露されるという展開もあった）。鶴、間慎太郎、ノリマユゲ、KINYAが複数回登場していた。
- 「オモソン」

2組の芸人が思い出エピソードを話し、それに因んだ思い出ソングをカラオケで歌う。どちらの思い出ソングが優れているかをベストヒット∞のゲストミュージシャンが判定。
日曜1部 NON STYLE
16:00 - 17:55頃
NON STYLEが大先輩とトーク
ゲスト：桂きん枝、おかけんた・ゆうた、ザ・ぼんち、FUJIWARA、月亭八方 ほか
- 「コスプレスタイル」

NON STYLEがその場で着替えて、スポーツに挑戦する。
楽屋トーク
17:55頃 - 18:20頃
2007年2月15日には特別企画として女性スタッフからどれだけチョコレートを貰えたかを競った。2007年2月14日〜3月15日はハリセンボン主演の90秒ケータイドラマ「30days〜好きと言って☆サヨナラ〜」を放送。2007年3月1日は2部の特別企画の準備でほっしゃん。が∞ホール入り口に行ったため、楽屋トークは行われなかった。
月曜2部 ほっしゃん。 「ほっしゃん。のくつろぎ部屋」
18:20頃 - 21:00
※第1期の企画を継続。
火曜2部 ほっしゃん。 「無限大屋台」
18:20頃 - 21:00
屋台のオヤジに扮したほっしゃん。がゲストに飲み物などを出しながらトークをする。ゲストは出演する前に、舞台袖のCCDカメラを使って、ほっしゃん。から振られたモノマネをし、OKが出るまで屋台に入店できなかった。屋台ではおでんが常時用意されていた。初期は出演者用のマイクが不足していた為、若手の芸人は途中で帰らされていた。番組の最後にはゲストの座右の銘を色紙に書き、その内容はcasTYで放映された。メールマガジンに登録している人には毎朝8時頃に一人分ずつメール配信される。
水曜2部 ほっしゃん。 「ネタ作り∞」
18:20頃 - 21:00
※第1期の企画を継続。
木曜2部 ほっしゃん。 「〜目指せ山頂 おいくら登山！〜 フジヤマ メキキング!!」
18:20頃 - 21:00
準レギュラー：タカアンドトシ
- 「お写メリしまSHOW!」

写メールでゲストトーク。
- 「〜目指せ山頂 おいくら登山！〜 フジヤマ メキキング!!」

物の値段や多さなどを目利きで当てて、順番に並び替えるゲーム。 正解するとゲストにはスイーツが、観客には脂とりがみがプレゼントされた。
- 「ハートをゲット！ ∞わしづかみレース」

若手芸人のネタ見せコーナー。2007年2月2日放送分からはオーディションに落ちた若手芸人のネタ見せ「裏∞わしづかみレース」が行われた。
「メキキング！」の回答と「わしづかみレース」の投票は視聴者も携帯電話で参加が出来る。
- 「あの風に乗って…」

視聴者や観覧者と質問・トーク。
金曜2部 ほっしゃん。 「血ィー1GP」
18:20頃 - 21:00
ゲストが自分の父母や祖父母といった血縁者のエピソードを紹介し、どの芸人の血縁者が優れているかを競う。部門は「おかん」「おとん」「おじい」「おばあ」「兄弟姉妹」の5つ。エピソードをきいてほっしゃん。が独自にランキングをつける。グランプリのエピソードは翌週の「血ィー1GP」でも発表される。各部門で1番のエピソードの持ち主の名前は翌週の放送でプレートの1番上に貼り付けられる。血縁者の写真を披露しながらトークをするが、時々写真がないときもある。母親の写真が綺麗だと発表する芸人の目の前でほっしゃん。や他の芸人が想像で抱くことがある。好評の血縁者の写真のなかのいくつかは携帯サイトでダウンロードが出来る。
土曜2部 ほっしゃん。 「ADORIBU武道会」
18:20頃 - 21:00
ほっしゃん。とゲスト芸人2人の3人がチームリーダーとなり、リーダーがくじで選んだサポート役者2人を加えた1チーム3人で協力して10分の制限時間内に完全なアドリブにより感動の即興劇を作り上げる。また、「感動キーワード」、「舞台設定」、「板付き人数」の制約がある。∞ホールの観客から出た言葉から、その場でほっしゃん。およびゲスト芸人が「感動キーワード」を選び、チームリーダーが舞台設定と板付き人数が書かれたルーレットにダーツを当てて決定される。芝居の中で必ず「感動キーワード」が出なければならない。「感動キーワード」が出た所で感動の音楽が流れ始め、照明が変わり、感動の結末へと向かう(BGMはFayrayの「願い」)。制限時間が経過すると強制暗転となり芝居は中止になるが、制限時間前に芝居を終えても良い(最短は2007年1月20日、リットン調査団藤原チームの7分45秒)。芝居中に役者がセリフを噛んだり、突飛もないセリフを発しても、観客に笑わない様に喚起されていた。全チームの芝居終了後に全員で芝居を振り返る。観客の中で事前に応募した11人が審査員となり、3チームの芝居が終了後に優勝チームを選ぶ。優勝チームは高級スイーツが食べられる。食べている間、最下位チームのリーダー(ほっしゃん。チームが最下位の時はサポート役者2名の内のいずれか)とその場で選ばれた番組スタッフ2人の3人で5分間(あるいは10分間)のアドリブ芝居をする「デザートシアター」があり、終わった後も全員で振り返る。リーダーをサポートする役者は毎回男優3人と女優3人が登場。
| 主な出演男優 | 伊藤明賢、是近敦之、坂本あきら、澤田俊輔、須藤智彦、武田裕光、明樂哲典、山田将之、上山竜司(RUN&GUN)、宮下雄也(RUN&GUN)、米原幸佑(RUN&GUN) |
| 主な出演女優 | たくませいこ、武内由紀子、中野公美子、夏花、原万紀子、本田みずほ、きぬよ（いもうと）、まなみ（いもうと）、みかこ（いもうと）              |

役者陣の衣装は「白いシャツ」「黒いパンツあるいはスカート」をベースにしている。上記の役者のうち、山田将之がサポートしたチームは2006年では優勝を1回しか逃していないほど勝率が高かったため、ほっしゃん。は山田を「サポート役者のディープインパクト」と評したことがあった。翌週には、そのアドリブ芝居のポスターが待受画面として携帯電話でダウンロード出来た。∞ホールの客席にはA4サイズ1枚の手書きの新聞「∞土曜新聞」が置かれ、先週のアドリブ芝居の内容が書かれている。優勝チームの役者2人によるトークが「やくおふ」として毎週番組ブログ上で公開されていた。初期の頃は『ADORIBU!!』の前にチーム対抗のミニゲーム(シアターゲーム)があり、この得点も優勝に関係していた。2006年12月30日には「ADORIBU!!アカデミー賞」が開催された。ラズベリー3賞以外の賞は∞ホームページでのネット投票とスタッフの投票で決定された(ラズベリー3賞はスタッフ投票のみ)。受賞者は以下の通り（ほっしゃん。は毎回ADORIBUを行っているためと司会進行を行う為、最優秀芸人賞のノミネートを辞退）。
| 最優秀助演男優賞 | 最優秀助演女優賞 | 最優秀作品賞             | ラズベリー助演男優賞 | ラズベリー助演女優賞 | ラズベリー作品賞   | 優秀芸人賞           | 最優秀芸人賞             |
| ---------------- | ---------------- | ------------------------ | -------------------- | -------------------- | ------------------ | -------------------- | ------------------------ |
| 山田将之         | 中野公美子       | 「十五夜〜11年目の奇跡」 | 須藤智彦             | まなみ               | 「波の上の殺し屋」 | アキ(水玉れっぷう隊) | 熊谷岳大(ガリットチュウ) |

2007年1月13日の回からは「ADORIBU!!」から「ADORIBU武道会」と名称を変えた。「あどりぶ」「即興演技」「感動芝居」ののぼりがでるなどマイナーチェンジが行われたが主なルールに変更なし。2007年1月20日の回には、ほっしゃん。の思いつきでオリラジがデザートシアターに参加。洞窟をテーマに即興芝居を披露した。2007年3月24日でこのコーナーは終了。最後のアドリブは、役者全員で芝居をした。感動キーワードは「ホットドッグ」。
日曜2部 ブラックマヨネーズ
18:20頃 - 21:00
- ｢魅惑の大変身！｣

小杉と吉田の画像を視聴者からのアイデアで加工し、ダウンロード数を競うコーナー。負けたほうが罰ゲームを行う。
- ｢知ったか辞典｣

いまどきの雑誌からいまどきの単語を出題し合い、知ったかぶりするコーナー。

### 第3期〜第4期
2007年4月2日〜2008年3月31日
AGE AGE LIVE
16:00 - 17:30
月曜1部 ほっしゃん。の180分／90分
16:00 - 19:00／18:00 - 19:30
- 「1週間の振り返りトーク！」
- 「クイズ！この写真覚えていませんか？」（2007年4月9日・4月16日・4月23日）
- 「ダレダレのナニナニ」（2007年4月9日・6月18日）
- 「分別しましょう！」（2007年4月16日・4月23日・5月7日・5月21日・6月4日・6月11日）
- 「3テーマ/20ミニッツ」（2007年5月7日）
- 「1人2役トーク」（2007年5月14日・5月21日・6月4日・6月11日）
- 「むちゃブリメール」（2007年7月23日〜）

火曜1部 日替わりナビゲーター〜ダイノジ／ニブンノゴ!
16:00 - 19:00／18:00 - 19:30
- 主にフリートーク

水曜1部 日替わりナビゲーター〜フットボールアワー／麒麟
16:00 - 19:00／18:00 - 19:30
- 主にフリートーク

木曜1部 日替わりナビゲーター〜COWCOW／カリカ
16:00 - 19:00／18:00 - 19:30
- 主にフリートーク

金曜1部 日替わりナビゲーター〜トータルテンボス／あべさく
16:00 - 19:00／18:00 - 19:30
- 主にフリートーク

土曜1部 日替わりナビゲーター
16:00 - 19:00
- 「おもろい若手!出てこいや!30秒大喜利バトル」

日曜1部 日替わりナビゲーター
16:00 - 19:00
- 主にフリートーク

告知コーナー
2007年4月2日 - 2008年12月31日

2007年4月2日から、楽屋トークが無くなり若手芸人達による30分間の告知・トークなど。
月曜日：キャベツ確認中、高本彩、山本吉貴
火曜日：えんにち、藤川奈々、ネゴシックス・ピース、あべこうじ
水曜日：エリートヤンキー、まなか、芦澤和哉、山本早織
木曜日：ゆったり感、裕美、井上マー
金曜日：天狗、三澤理栄、平畠啓史
土曜日：span!
日曜日：天竺鼠
月曜2部 オリエンタルラジオの90分
19:30 - 21:00
コンビで打ち合わせ無しのフリートーク、即興ミニコント（第3期〜第5期を通してフリートークのみであったのはオリエンタルラジオだけであった）。O.A終了後毎回新ネタを披露していた。
火曜2部 チュートリアルの90分
19:30 - 21:00
アシスタント：ピース（2007年5月22日〜）
- 「今日のDVD」

徳井が本番前に見たアダルトDVDについて赤裸々に話す。
- 「BBSトーク」
- 2007年6月26日の放送で、徳井がラブドールについて語り、2007年7月3日の放送でラブドールの「伊集院健」を番組のレギュラーにするかを、会場内観客と視聴が投票を行い、その結果賛成多数でレギュラー可決。2007年7月10日より、レギュラーとして登場。
- 伊集院健 特別企画 プレゼント対決「チューtoto」（2007年8月14日）

3つのゲームで勝負を行ない、勝者を予想してもらう。3つとも当たった人は、チュートリアルの使用済みの「ブリーフ・トランクス」を細かくしたものを贈呈。チュートリアルの2人を20秒間だけ「48手の組み手ポーズ」で撮影会を開催。
- 徳井義実 緊急企画 「キャット・バック-1グランプリ」（2007年9月25日）

キャット・バックに興味を持つ徳井義実が視聴者に投稿してもらい、勝ち抜け方式で「グランプリ」を決める。
審査委員長：徳井義実、審査委員：ピース
水曜2部 POISON GIRL BANDの90分
19:30 - 21:00
2人が交代でどこかへロケに行き、撮ってきた写真を見せながら詳細を紹介していく。
- アホマイルド目撃情報・今日の「ビートたけし」さんのモノマネ（2007年4月4日 - 2007年6月6日）
- ポイズン対決企画「阿部VS吉田勝つのはどっち」（2007年6月13日 - 2007年10月24日）

お題に対して、自分が絶対に勝てると思うものを各自一づずつ挙げて、お客さんの担当が勝てばプレゼント対決。
会場内の観客にPOISON GIRL BANDの顔写真缶バッジと顔イラスト缶バッジ、プレミアムでチュートリアル徳井義実の顔写真缶バッジをプレゼント。
- 「PGB的ランキング！！今週のベスト5！？」（2007年11月7日・2007年11月14日）

あるお題に対して、ポイズンの二人が考えたランキングを発表！
- 「PGB的遊戯」（2007年11月23日 - ）

用意された3つのアイテムを使って、ポイズンの2人が新しい遊びを考える。
- 〜YOSHIMOTO DIRECTOR'100〜「ポイズン映画製作の裏側を語る」

ゲスト：新井義幸（はりけ〜んず）・福島善成（ガリットチュー）・鈴木Q太郎（ハイキングウォーキング）・坂本雅仁・高橋邦彦（アホマイルド）・おやきTheつな（タカダコーポレーション）
映画撮影中に起きた数多くのエピソードを披露。
木曜2部 ザ・ちゃらんぽらんの90分／ライセンスの90分
19:30 - 21:00
- 「T.CP」

mixiのパロディ版。T.CPはザ・ちゃらんぽらんの略。相談コミュ、報告コミュ、情報コミュなどがあり、視聴者からライセンスにメッセージや質問・相談などを投稿してもらい、2人がトークをしていく。2007年9月27日のO.AよりT.CP（ティシピー）を「T-とっても  C-チャーミングな P-ピープル」に言い方を変えた。
金曜2部 品川庄司の90分
19:30 - 21:00
- 「品川庄司、今日の一枚！」
- 「エピソード9」

9つのキーワードの中から1つずつキーワードを選んで行き、トークしていく。
- 「芸人奥様の会」（2007年6月29日）

ゲスト：河本 準一
- 「真夏の雑学王品川に挑戦SP」（2007年8月10日）

ゲスト：コンマニセンチ・ポテト少年団・チーモンチョーチュウ・5GAP・Bコース・カリカ
ゲストが雑学の問題を出し、品川が答えられなかったら賞金（情報料）1,000円を貰えた。雑学の問題を5問出すことができ、問題を品川に答えられた時点で獲得した賞金は没収され、強制退場させられる。5問クリアすると、賞金（特別情報料）10,000円を貰える。賞金は品川の自腹によるもの。「庄司チャンス」で庄司が解答（1回だけ）。品川は解答権なし。5GAP・Bコースが5問(全問)クリアした。カリカは時間の都合上打ち切られた。
- 「ピン芸人SP」（2007年8月17日）

ゲスト：佐久間 一行・山本 吉貴・ハローケイスケ・三瓶・出雲阿国
「こだわりエピソード」に沿ってトーク。
- 「品川さん！飲みに連れて行ってください！」（2007年10月26日 - ）

若手芸人らが一芸などを披露し、品川が認めれば飲みに連れて行くという趣旨。
土曜2部 NON STYLEの90分
19:30 - 21:00
客や視聴者から事前に質問を受け付け、NON STYLEが回答していく。
日曜2部 ブラックマヨネーズの90分
19:30 - 21:00
- 「∞ベスト3トーク」

特定のテーマについて、ブラマヨ独自のベスト3を決めていくコーナー。
- ヨシモト∞×M-1グランプリ2007 「セミファイナリストお待ちしています」

ゲスト：石田 明（NON STYLE)・ムーディー勝山（勝山梶）・GAG少年楽団・高校デビュー・ゼミナールキッチン・大脇里村ゼミナール・モンスターエンジン・まえだまえだ・ハム・ソラシド・span!・はだか電球・ヒカリゴケ（松竹芸能）・志ん茶（アマチュア）
番組の最後に、みんなを勇気づける「M-1グランプリ2005」（ブラックマヨネーズが優勝した回）VTRを上映。

### 第5期 Y∞Y動画〜よしもと劇場
2008年4月1日 - 2008年12月31日
月曜1部 ロバートの60分／ブラックマヨネーズの60分
19:00 - 20:00
ブラックマヨネーズはフリートークがメイン。ベスト5を決めるコーナー。
火曜1部 FUJIWARAの60分／ニブンノゴ!の60分
19:00 - 20:00
水曜1部 カリカの60分／麒麟の60分
19:00 - 20:00
木曜1部 COWCOWの60分／ダイノジの60分
19:00 - 20:00
金曜1部 フットボールアワーの60分／トータルテンボスの60分
19:00 - 20:00
月曜2部 オリエンタルラジオの60分
20:00 - 21:00
第3期〜第4期の企画を継続。
火曜2部 ほっしゃんの60分。
20:00 - 21:00
第3期〜第4期の企画を継続。
水曜2部 POISON GIRL BANDの60分
20:00 - 21:00
第3期〜第4期の企画を継続。
木曜2部 NON STYLEの60分
20:00 - 21:00
- 「お客さんボード」

お客さんから事前に質問を受け付け、それをNON STYLEの2人が読んで答える。
金曜2部 ライセンスの60分
20:00 - 21:00
第3期〜第4期の企画を継続。
土曜2部 あべさくの60分
20:00 - 21:00
- 「佐久間一行の役に立つザリガニ講座」

佐久間一行がザリガニに関することを紹介していく。
- 「サクッとこうじ中」

視聴者からのあべさくへの質問や相談などを解決するコーナー。
- 「明日からの恋」

ヨシモト∞ホールで働く女性スタッフのA子の恋を説明していく。ナビゲーターはあべこうじ。
- 「せんでんムシムシかたつむり」

AGE AGE芸人が宣伝をかけて、あべさくといろいろなゲームで対決する。勝ったら、宣伝ができる。
- 「お悩み解決・サックマン」

視聴者からの悩みをサックマン（佐久間一行）がギャグで解決する。番組最後の1分 - 30秒のコーナーである。

## 特別企画
| 日時                        | タイトル                                                      | 放送時間        | 出演 | 概要・備考 |
| --------------------------- | ------------------------------------------------------------- | --------------- | --- | --- |
| 2005年12月24日              | クリスマスダヨ∞                                               | 21:00 - 4:00    | | |
| 2005年12月31日 2006年1月1日 | 大晦日だよ∞〜お正月だよ∞                                      | 21:00 - 3:00    | オリエンタルラジオ・ほっしゃん。・千原兄弟・野性爆弾 | 通常放送・大晦日だよ∞・お正月だよ∞と引き続き、16:00から3:00まで放送した。千原靖史が畳セットで後輩芸人と鍋を食べていた。 |
| 2006年11月27日              | ∞1周年記念特別企画                                            | 16:00 - 21:00   | オリエンタルラジオ・ほっしゃん。 | ゲストを迎えずに5時間ぶっ通しで月曜2部の畳セットで放送された。 |
| 2006年12月24日              | クリスマスだよ!∞ 2006                                         |                 | たむらけんじ・山崎邦正・リットン調査団 水野 月亭八光・ランディーズ 中川                                                                                              | 居酒屋セットから生放送。その日が「M-1グランプリ2006」だったため、M-1グランプリについて感想を述べ合ったり優勝直後のチュートリアルと生電話をした。 |
| 2006年12月31日              | ゆく∞、くる∞                                                  | ??:?? - 1:00    | ほっしゃん。・ハローバイバイ | 番組途中にカウントダウンが行われ、元旦1時まで放送された。 |
| 2007年2月14日               | ダジャレーナイトフィーバー！ 平ちゃんのダジャレ王は誰じゃー！ | 18:20頃 - 21:00 | フットボールアワー後藤、平畠啓史、シベリア文太、カリカ林、ハリガネロック、COWCOW、じゃぴょん、ニブンノゴ!、Bコース、バッドボーイズ、ガリットチュウ、平成ノブシコブシ | |
| 2007年3月31日               | ヨシモト∞第489回総集編                                        | 16:00 - 21:00   | オリエンタルラジオ・ほっしゃん。・はるな愛 | 2007年4月から、ナビゲーター陣を大幅にリニューアルする為、それまで無限大を支えてきたほっしゃん。とオリエンタルラジオが総集編を見ながらこれまでを振り返った。「人生銀行」で貯めた10万円で出張屋台寿司を食べ、はるな愛が出演し、四人で温泉ピンポンを踊った。最後には中田が「だって毎日やってたんだもん」と感極まって泣いた。後に、「笑いの場で泣くな」と怒られた。 |
| 2007年4月9日                | フットボール1.5アワー！                                       | 19:30 - 21:00   | フットボールアワー | |
| 2007年6月8日                | 親バカ2人のハンパねぇSP                                       | 19:30 - 21:00   | トータルテンボス | |
| 2007年7月11日               | はりきり夏トーク                                              | 19:30 - 21:00   | 麒麟・Bコース・ネゴシックス・若井 おさむ | |
| 2007年9月9日                | パラ軍団オーディション緊急開催！                              | 19:30 - 21:00   | メッセンジャーあいはら・中山功太・天津 | |
| 2007年10月5日               | 知らない若手と初がらみ                                        | 19:30 - 21:00   | FUJIWARA・トレンディエンジェル・暗黒天使・南国姉妹 えんにち・セブンbyセブン・スリムクラブ・もりじ                                                                    | |
| 2007年11月27日              | 一夜限りのワイ！ワイ！ワイ！                                  | 19:30 - 21:00   | カリカ・ピース・増谷キートン ポテト少年団・ノンスモーキン | |
| 2008年1月1日                | お正月∞の180分                                                | 18:00 - 21:00   | あべさく、博多華丸・大吉、ハローバイバイ、アップダウン フットボールアワー、シューレスジョー、2丁拳銃、ポテト少年団                                                   | |
| 2008年1月4日                | エピソードパネル                                              | 19:30 - 21:00   | ニブンノゴ!、コンマ二センチ・堀内、山田カントリー・浅井 マキシマムパーパーサム・つよし、大好物・なんしぃ、しんじ                                                     | |
| 2008年1月21日               | カリカと愉快な仲間達!                                         | 19:30 - 21:00   | カリカ、カラテカ、増谷キートン ノンスモーキン、ポテト少年団、ハリセンボン                                                                                            | |
| 2008年1月29日               | イラっときた話コンテスト                                      | 19:30 - 21:00   | 千原せいじ、アップダウン・阿部 Bコース・タケト、カナリア・安達、グランジ・五明                                                                                       | |
| 2008年3月12日               | ハリガネロックと下克上バトル!                                 | 19:30 - 21:00   | ハリガネロック、フルーツポンチ、チョコレートプラネット フレンチドック・鳥居、東京無鉄砲・嶋田                                                                        | |
| 2008年6月12日               | 2丁拳銃の六十式                                               | 19:00 - 20:00   | 2丁拳銃 | |

### リレー大喜利∞
「お題に対して最も面白い答えを決め、その答えに対して面白くなるお題を決める」を延々と行う企画。
2006年12月 - 2007年3月まで、「月イチ企画」としてほっしゃん。ナビゲーターによる月曜2部枠で放送された。その後も不定期的に行われ、2007年5月28日、2007年6月25日のほっしゃん。ナビゲーターによる月曜1部枠、2008年7月22日、2008年8月19日のほっしゃん。ナビゲーターによる火曜2部枠「リレー大喜利の120分」として放送された。なお、放送に際し「ホシツボ」「ほっしゃん。の90分」「FUJIWARAの60分」「ニブンノゴ！の60分」「ほっしゃん。の60分」は休止した。
2007年5月28日 ゲスト：バッファロー吾郎・渡辺鐘（ジャリズム）・又吉直樹（ピース）・佐久間一行

2007年6月25日 ゲスト：吉田大吾（POISON GIRL BAND）・木村明浩（バッファロー吾郎）・ニブンノゴ・野性爆弾

2008年7月22日 ゲスト：博多華丸・大吉、バッファロー吾郎、お〜い!久馬（ザ・プラン9）、又吉直樹（ピース）

2008年8月19日 ゲスト：バッファロー吾郎、お〜い!久馬（ザ・プラン9）、ガリットチュウ、サバンナ

### ほっしゃん。のあだ名つけまショー！
火曜2部 ほっしゃん。(2006年11月 - 2007年3月）

2006年11月7日・14日は「特別企画」として∞ホールに来ていた観客とほっしゃん。が数分間のトークをし、観客のキャッチフレーズやあだ名をほっしゃん。が決める「お客さんと話そう」が行われた。来場する人には「ほっしゃん。と話したい人・あだ名をつけてもらいたい人・テレビに出ても構わない人」と断りを入れている。客席の右側に座らせた観客からほっしゃん。が無作為に選び、あだ名をつけられた観客は客席の左側に座る。2006年12月の回は残り時間と残り人数のテロップが出るようになった。2007年2月の回からは、名札（氏名・年齢・職業）を観客の人に付けさせた。2007年3月の回では、初めての人を優先するため、名札に加え過去に出演した人には赤いシールを付けさせた。

### 芸人証券
若手芸人(NSC東京11期生・NSC大阪28期生)3組が、各曜日にネタ見せと日々の活動を報告する。気に入ったユーザーは株主になることができ、株主は芸人が売れていくよう支持していく。mixiには土曜証券公式コミュニティがある。2007年3月4日までは通常通りで行われていたが、3月5日に∞ホールで行われた「芸人証券株主総会イベント」（東京組 月曜日 - 土曜日）、3月11日で大阪∞ホールで行われた「芸人証券株主総会イベント」（大阪組 日曜日）で企画終了。
- 月曜日：舛方・高見、グランドキャニオン、中野綾香
- 火曜日：チョコレートプラネット、ブルースタンダード、タカダ・コーポレーション
- 水曜日：パリコレ、上原チョー、バウンサー
- 木曜日：メンタルエイジ、パンプキンズ、シガーロング
- 金曜日：笑南、そめや、マンハッタンボーヤ
- 土曜日：フランクラン、ゆう太だい介、オープンスペース
- 日曜日：バルチック艦隊、ダンデビッチ、カルパチーノ（2007年1月で引退）、祇園（2007年1月から）

### 靖史のこだわり番長!!
千原靖史の司会進行で、若手芸人が自分のこだわりを披露。
- 視聴率51

16時から深夜までの関東のテレビ局、6局の視聴率を予想し、合計が51になる様に近づけるゲーム。
2007年1月31日
ゲスト：板尾創路、千原ジュニア、フットボールアワー、Bコース、ポテト少年団、POISON GIRL BAND、ラフ・コントロール、マキシマムパーパーサム、中須智一（ロシアンモンキー）、ふくろとじ、竹内健人（ミルククラウン）、キャベツ確認中、はんぺん
2007年3月28日
ゲスト：板尾創路、ジャリズム山下、バッファロー吾郎、植村朋弘（じゃぴょん）、ポテト少年団、レイザーラモンRG、もう中学生、てっちゃん（ふくろとじ）、グランジ、オオカミ少年、ガブ&ぴーち

### 制作費還元企画「啓史平畠のすべるかも知れない話」
2007年2月28日・2007年3月14日

人志松本のすべらない話のパロディであるが、「すべるかも知れない」とハードルを落としている。平畠啓史がホストとなり、サイコロを回し、出演者が「すべるかも知れない話」を披露した。

### 2周年特番 無料放送だ！ 全員集合？！
- 2007年11月25日

大阪∞ナビゲーター：NON STYLE・ブラックマヨネーズが2部のO.Aで90分放送
- 2007年11月26日

東京∞ナビゲーター：オリエンタルラジオ、チュートリアル、POISON GIRL BAND、ライセンス、品川庄司、ほっしゃん。が総出演の3時間のぶっ通し放送
- シャッフルトーク20分各コンビをシャッフルして、くじ引きで行った。

1. 阿部智則・徳井義実 「阿部が飼っている金魚に関する」トーク
2. ほっしゃん。・庄司智春 「入浴に関する」トーク
3. 井本貴史・藤森慎吾 「愛犬に関する」トーク
4. 福田充徳・品川祐 「相方のスチャンダルに関する」トーク
5. 藤原一裕・中田敦彦・吉田大吾 「今後、お友達になってサークル活動をしよう」トーク

- 「ゲームコーナー」プレゼントだ！全員集合！！

ゲームにチャレンジし、全員成功すれば後ろの電光掲示板の∞マークが1つ点灯。放送終了までに5つのゲームをクリアすれば、お客さん全員にプレゼントを贈呈。

### ∞夏のコラボ企画
2008年8月4日〜8月8日

月曜日〜土曜日のナビゲーターが2組でコラボ。
- 8月4日

1部：ロバート&あべさく 2部：ライセンス&オリエンタルラジオ
- 8月5日

1部：FUJIWARA&ほっしゃん。 2部：ブラックマヨネーズ&NON STYLE
- 8月6日

1部：カリカ&POISON GIRL BAND 2部：ダイノジ&ニブンノゴ!
- 8月7日

1部：COWCOW&POISON GIRL BAND 2部：ライセンス&NON STYLE
- 8月8月

1部：トータルテンボス&麒麟 2部：FUJIWARA&フットボールアワー

### ヨシモト∞3周年だよ！コラボSP
2008年11月24日 - 11月28日

月曜日 - 土曜日のナビゲーターが2組または4組でコラボ。
- 11月24日

1部：ダイノジ&ロバート 2部：トータルテンボス&オリエンタルラジオ
- 11月25日

1部&2部共通：ほっしゃん。&COWCOW&カナリア&ピース
- 11月26日

1部：カリカ&ニブンノゴ! 2部：ロバート&POISON GIRL BAND
- 11月27日

1部：COWCOW&あべさく 2部：ライセンス&NON STYLE
- 11月28日

1部：フットボールアワー&NON STYLE 2部：ライセンス&オリエンタルラジオ

## 備考
- 最長3時間CM無しの生放送であった為、本番の途中に出演者が時々トイレに行っていた。
- 2007年4月28日から30日までは、「LIVE STAND 07 SP」の放送のため、ヨシモト∞初の休みとなった。
- 第5期は、「よしもと劇場」で配信された。MAEAGE LIVEはニコニコ動画内の「よしよし動画」で配信された。
- 毎週月曜日に、原真未が一般客に混じって観覧に来ていた。
- 特に第1期・第2期のヨシモト∞は、お笑い好きのミュージシャン等に注目され、電気グルーヴの石野卓球、TOKYO No.1 SOUL SETの川辺ヒロシ、スチャダラパー、KinKi Kidsの堂本剛がヘビーな視聴者であったことを公言していた。またGRAPEVINEのメンバーがしばしばヨシモト∞ホールに観覧に来ていた。

### 100回ごとの放送日時
- 第100回: 2006年3月7日
- 第200回: 2006年6月15日
- 第300回: 2006年9月23日
- 第400回: 2007年1月1日
- 第500回: 2007年4月11日
- 第600回: 2007年7月23日
- 第700回: 2007年10月31日

## ゲスト
※主に、吉本興業所属のお笑い芸人の出演であったが、お笑い以外の分野のタレントも出演。また、他事務所所属のタレントなども出演した。お笑いコンビの内の1人のみの出演も多くあった。

### 東京吉本所属お笑い芸人
- 芦澤和哉（元おはよう。）
- あべこうじ
- 雨上がり決死隊
- アップダウン
- アームストロング
- 石田靖
- イシバシハザマ
- 出雲阿国
- 井上マー
- インパルス
- インポッシブル
- LLR
- エド・はるみ
- エリートヤンキー
- えんにち
- 大西ライオン
- オバアチャン
- オリエンタルラジオ
  - ヨシモト∞大阪第1回放送ゲスト。2007年1月20日の2部デザートシアター。AGEAGE LIVEのコラボ企画でネタ見せ。中田が同期のコントに参加。
- COWCOW
- カナリア
- カラテカ
- カリカ
- ガリットチュウ
- ガレッジセール
- 木村祐一
- キャベツ確認中
- キングコング
- 功刀富士彦
- くまだまさし
- ケンドーコバヤシ
- 恋ドロボー
- コンマニセンチ
- 佐久間一行
- 三瓶
- しずる
- 次長課長
- 品川庄司
- 島田珠代
- ジパング上陸作戦
- ジャリズム
- 大好物
- だいたひかる
- ダイノジ
- タカアンドトシ
- チーモンチョーチュウ
- 千原兄弟
- チョコレートプラネット
- 椿鬼奴
- デッカチャン
- 天狗
- トータルテンボス
- 友近
- DonDokoDon
- ナイーヴ
- 永井佑一郎
- 2丁拳銃
- ニブンノゴ!
- ネゴシックス
- 博多華丸・大吉
- 間寛平
- バッドボーイズ
- ハリガネロック
- ハリセンボン
- ハローバイバイ
- はんにゃ
- はんぺん
- Bコース
- ピース
- 130R
- 5GAP
- FUJIWARA
- ブルースタンダード
- フルーツポンチ
- ブラザース
- 平成ノブシコブシ
- ペナルティ
- POISON GIRL BAND
- ほっしゃん。
  - ヨシモト∞大阪第1回放送ゲスト。
- ポテト少年団
- 水玉れっぷう隊
- 宮川大輔
- ミルククラウン
- 村上ショージ
- 森三中
- 山崎邦正
- 山田花子
- 山本吉貴
- ゆったり感
- ライセンス／ザ・ちゃらんぽらん
- ラフ・コントロール
- リットン調査団
- レアレア
- レイザーラモン
- ロバート
- ロンドンブーツ1号2号
- 若月

### 大阪吉本所属お笑い芸人
- アジアン
- 青空
- 海原やすよ・ともこ
- 大木こだま・ひびき
- 大阪キッズ
- おかけんた・ゆうた
- 女と男
- オール阪神・巨人
- 勝山梶
- かつみ♥さゆり
- 鎌鼬
- 祇園
- 麒麟
- ギャロップ
- ケツカッチン
- ケンドーコバヤシ
- 坂田利夫
- サバンナ
- ザ・プラン9
- ザ・ぼんち
- しましまんず
- 島田洋七
- ジャルジャル
- ジャンクション
- シャンプーハット
- シルク
- 陣内智則
- ストリーク
- span!
- スプモーニ
- スマイル
- ダイアン
- たいぞう
- たむらけんじ
- ダンデビッチ
- 千鳥
- チュートリアル
- ツジカオルコ
- ティーアップ
- 天津
- $10
- 天竺鼠
- 土肥ポン太
- とろサーモン
- 中川家
- なかやまきんに君
- 中山功太
- 南海キャンディーズ
- NON STYLE
- バッファロー吾郎
- 隼ポリン
- ビッキーズ
- 藤井隆／マシュー南
- フットボールアワー
- プラスマイナス
- ブラックマヨネーズ
- ブロンクス
- まるむし商店
- 宮川大助・花子
- メグマリコ
- メッセンジャー
- ミサイルマン
- 野性爆弾
- 矢野・兵動
- ラフ次元
- ランディーズ
- りあるキッズ
- レギュラー
- ロザン
- 笑い飯

### 吉本興業所属タレント
- 新喜劇
  - 浅香あき恵
  - 池乃めだか
  - 井上竜夫
  - 今別府直之
  - 烏川耕一
  - 内場勝則
  - 宇都宮まき
  - 小笠原まさや
  - 川畑泰史
  - 国崎恵美
  - 小籔千豊
  - 島木譲二
  - 島田一の介
  - 末成由美
  - ぢゃいこ
  - 中條健一
  - 辻本茂雄
  - 未知やすえ
  - 吉田ヒロ

- 俳優
  - 明樂哲典
  - あんじ
  - 伊藤明賢
  - 風花舞
  - 斉藤林子
  - 澤田俊輔
  - 須藤智彦
  - 高橋浩二郎
  - たくませいこ
  - 武田裕光
  - 武内由紀子
  - 田村英里子
  - 中野公美子
  - 夏花
  - 山田将之

- タレント
  - 井岡弘樹
  - 大山姉妹
  - 木夏リオ
  - 清水圭
  - 中田なおき
  - 原万紀子
  - 本田みずほ

- アーティスト
  - いもうと
  - キンヤ
  - ナナ・イロ
  - 明和電機
  - RUN&GUN
  - 古谷文乃

- 文化人
  - 奥山英志
  - 勝谷誠彦
  - 亀山房代
  - 甲賀瑞穂

- 落語家
  - 桂きん枝
  - 笑福亭仁福
  - 月亭八光

### 他事務所所属タレント

#### 第1期
- 大沢あかね
- ホッシャ
  - 名前が「ほっしゃん。」に似ているので

#### 第2期
- 安住紳一郎
- ウルトラマンメビウス
  - （映画「ウルトラマンメビウス」のPR）
- 加藤鷹
- 加藤久
- 川畑麻衣
- 佐々木主浩
- 鈴木おさむ
- 鶴 (バンド)
- テレンス・リー
- 東京ダイナマイト
- 時東ぁみ
- ドン小西
- 長澤まさみ
  - （映画「ラフ ROUGH」のPR）
- 野田義治
- パラダイス山元
- はるな愛
- 雛形あきこ
  - 月曜2部 ほっしゃん。 「ほっしゃん。のくつろぎ部屋」
- 藤田志穂
- フラワーカンパニーズ
- 宮地真緒
  - （「舞台新・夏の魔球」のPR）
- MEGUMI
  - 月曜2部 ほっしゃん。 「ほっしゃん。のくつろぎ部屋」
- 森下くるみ
- 山崎真実
- 山本早織
  - 月曜2部 ほっしゃん。 「ほっしゃん。のくつろぎ部屋」
- 若槻千夏

#### 第3期
- 茂木淳一
  - ヨシモト∞とTOKYO FM 「WONDERFUL WORLD」のコラボ企画
- マリア・サンソン
  - Yahoo NET NEWS「The9」(2007年4月17日）
- aiko
  - HEY!HEY!HEY!調査隊のコーナーのロケ(2007年5月17日）

#### 楽屋トークコーナーゲスト
- 加藤鷹（2006年7月26日）
- 堤下敦
- つんく♂（2006年5月24日、7月12日、27日）
- 時東ぁみ

#### 告知コーナーゲスト
- ナモラファミリ（韓国のお笑いユニット）(2007年4月3日）
- 佐藤浩貴（大阪エヴェッサ）(2007年4月15日）
- 田村大輔（大阪エヴェッサ）(2007年4月15日）
- 中島麻未（dream）(2007年5月28日）

## 音楽
|       | アーティスト                   | 楽曲名                                                | 備考 |
| ----- | ------------------------------ | ----------------------------------------------------- | --- |
| 第2期 | 吉本新喜劇オールスターズFayray | サチアレ!!!〜しあわせのたねをまこう〜ひとりよりふたり | 2部エンディングテーマ                                                                                      |
| 第3期 | ピストルバルブ                 | Fo-Fo                                                 | 2部オープニング・エンディングテーマ                                                                        |
| 第4期 | ピストルバルブ                 | 君だけなんだっ!サルスカSHOUT FOR JOY!                 | 2部オープニングテーマ2部エンディングテーマ火曜 - 金曜1部オープニングテーマ（2008年2月5日 - 2008年3月31日） |
| 第5期 | LONG SHOT PARTY                | LUSH!!venus st.NUDE CLUB愛の詩                        | 1部オープニングテーマ1部エンディングテーマ2部オープニングテーマ2部エンディングテーマ                       |

## グッズ
- ヨシモト∞フェイスタオル（梅雨）
- ヨシモト∞占いキャンディ
- ヨシモト∞芸人座右の銘トイレットペーパー
- ヨシモト∞タオル
- 大阪∞カレンダー2007
- ヨシモト∞クリスマスフェイスタオル
- オリエンタルガクエンTシャツ（赤）
- オリエンタルガクエンTシャツ（青）
- ∞オリジナルTシャツ(「よしもと1人暮らし」のプレゼントのみ)
- 無限大付属オリエンタル学園学習帳
- 無限大付属オリエンタル学園クリアファイル
- ぞっこんアートブロック
- ヨシモト∞イタダキトランプvol.1
- ヨシモト∞コラボクリアシール（Y×D）
- ヨシモト∞コラボTシャツ(第1弾)、同ヨシモトーフ(第2弾)
- ヨシモト∞コラボフェイスタオル
- ヨシモト∞コラボプチマスコット（Y×D）
- ヨシモト∞コラボキーラバー（Y×D）

### ドラマ「30days」グッズ
- ドラマ「30days」恋愛☆専門学校ノートブック
- ドラマ「30days」オリジナルステッカー

### DVD
- 「The Best of ヨシモト∞(無限大) Vol.1」(2007年3月28日)
- 「The Best of ヨシモト∞(無限大) Vol.2」(2007年7月18日)

### レンタル
- 「Monthly Best of ヨシモト∞ Vol.1」(2006年10月の配信分)
- 「Monthly Best of ヨシモト∞ Vol.2」(2006年11月の配信分)
- 「Monthly Best of ヨシモト∞ Vol.3」(2006年12月の配信分)
- 「Monthly Best of ヨシモト∞ Vol.4」(2007年1月の配信分)
- 「Monthly Best of ヨシモト∞ Vol.5」(2007年2月の配信分)
- 「Monthly Best of ヨシモト∞ Vol.6」(2007年3月の配信分)